# میدان جنگ
میدان نبرد، زمین نبرد یا میدان جنگ، مکانی است که یک نبرد فعلی یا تاریخی که مربوط به جنگ زمینی است، در آن صورت می‌گیرد یا رخ داده‌است. معمولاً به نقطه تماس نیروهای مخالف محدود می‌شود، اگرچه این نبردها ممکن است شامل سربازانی باشد که مناطق وسیع جغرافیایی را در بر می‌گیرند. اگرچه این اصطلاح حاکی از آن است که نبردها بطور معمول در یک میدان - با کشش باز از سطح زمین – صورت می‌گیرد و در مورد هر نوع زمینی که بر روی آن نبرد انجام می‌شود صدق می‌کند. این اصطلاح همچنین می‌تواند دارای اهمیت حقوقی باشد، و جبهه‌های نبرد دارای ارزش تاریخی و فرهنگی قابل توجهی هستند. میدان نبرد به عنوان «مکانی که ایده‌آل‌ها و وفاداری‌ها در معرض آزمایش قرار می‌گیرند» توصیف شده‌است. اقدامات و معاهدات گوناگون، رفتارهای خصمانه خاصی را به یک میدان جنگ مشخص شده محدود می‌کند.
نظریه و دکترین نظامی مدرن، با پیشرفت‌های تکنولوژیکی در زمینه‌های جنگی، درک میدان جنگ را به شکلی تعریف می‌کند که توسط زمین به درک چند جانبه تر از همه عوامل مؤثر در انجام یک نبرد تبدیل کرده و به عنوان جبهه نبرد مفهومی شده‌است.

## انتخاب میادین نبرد
در صورتی که درگیری بین نیروهای خصمانه آنی رخ دهد و هیچ‌یک از دو طرف انتظار برخورد را نداشته باشند، ممکن است وقوع نبرد در یک مکان خاص کاملاً اتفاقی باشد. اما به‌طور معمول، انتخاب میدان نبرد به‌طور عمدی یا با توافق طرفین یا معمولاً توسط فرمانده یک طرف انجام می‌شود، که تلاش می‌کند یا اقدام به حمله به زمین‌های مطلوب برای حمله کند، یا نیروهای موقعیتی در زمین مساعد برای دفاع، در صورت پیش‌بینی حمله را دارد.

### میدانهای نبرد توافق شده
اگرچه بسیاری از جبهه‌های نبرد در طول عملیات نظامی بوجود می‌آیند، اما در بسیاری از مواقع اتفاق افتاده‌است که کنوانسیون‌های رسمی ماهیت و مکان میدان نبرد را تنظیم و بر سر آن توافق کرده‌اند. بر اساس تحقیقات انسان‌شناسی پیشنهاد شده‌است که جنگ آئینی شامل نبردهایی در «زمینه جنگ» سنتی هستند، محدود به قوانینی برای به حداقل رساندن تلفات بوده که ممکن است در بین جوامع اولیه متداول باشد.

### جغرافیا و انتخاب میدان نبرد
برخی از مکانها به علت داشتن ویژگیهای خاص، انتخاب شده‌اند که مزیت آن به یک طرف یا طرف دیگر است.
در دهه ۱۸۲۰، ژنرال جوزف روگیات، از گراند آرمه ناپلئون بناپارت، در طول زمان از شرایطی که زمینه ایجاد یک نبرد خوب را فراهم می‌کند سخن گفت. وی میدان جنگ را به دو بخش تقسیم کرد: یکی برای حمله و دیگری برای دفاع. وی اظهار داشت که اگر منافع یکی بیشتر از دیگری باشد، موقعیت آنها قوی تر می‌شود. وی ادامه داد: حرکت آسان نیروها به جبهه و توزیع نیروها در جبهه نیز حائز اهمیت است، زیرا در صورت نیاز اجازه دسترسی به پشتیبانی و تقویت را تسهیل می‌نماید.

## جبهه‌های جنگ تاریخی

### مکان
مکان نبردهای باستانی می‌تواند آخرالزمانی باشد. در انگلیس، این اطلاعات با اطمینان بیشتر از زمان فتح نورمن ثبت شده‌است. نبردها معمولاً به واسطه برخی از ویژگی‌های جغرافیای میدان نبرد، مانند نام یک شهر، جنگل یا رودخانه، معمولاً به شکل "نبرد …" نامگذاری می‌شوند، اما این نام ممکن است برای نشان دادن موقعیت واقعی این رویداد کافی نباشد و ضعیف باشد. در جایی که منابع مستند نبرد را توصیف می‌کنند، "این که منابع از جمله معاصر هستند یا معتبر، باید با دقت ارزیابی شوند". یافتن میادین نبرد در تلاش برای بازآفرینی حوادث نبردها حائز اهمیت می‌باشد.